# Муслем Хазаї Пірсарабі
Муслем Хазаї Пірсарабі (перс. مسلم خزایی پیرسرابی; нар. 1 грудня 1986) — іранський футболіст, срібний призер літніх Паралімпійських ігор 2016 року та бронзовий призер літніх Паралімпійських ігор 2012 року.